# David Prada Fernandez
David Prada Fernandez (ur. 20 września 1988 w Tui) – hiszpański wioślarz.

## Osiągnięcia
- Mistrzostwa Europy – Ateny 2008 – czwórka bez sternika – 4. miejsce[1].
- Mistrzostwa Świata U-23 – Račice 2009 – czwórka podwójna – 19. miejsce[1].